# Linije sile
Linije sile je bila slovenska konceptualna umetniška skupina, ki je delovala med letoma 1983 in 1990 v Ljubljani.

## Nastanek in koncept
Linije sile je umetniška skupina, ki je v Ljubljani nastala 1983 na pobudo Aine Šmid in Tanje Lakovnik. Imena skupine se je po navdihu iz del umetniških avantgard domislila Tanja Lakovnik. Osredotočila se je na futuristično upodabljanje gibanja s črtami, ki povezujejo predmet v sliki in gledalčev pogled ter tako vizualno razgrajujejo predmet in zmanjšujejo njegov vpliv v času in prostoru - so »linije sile«. 
V skupino so se povezale umetnice, ki so delovale na presečišču performativnih umetnosti in oblikovanja oblačil. Prva javna predstavitev skupine je bila 5. decembra 1983 v Galeriji ŠKUC, Ljubljana (performans s scenskimi elementi Linije sile). Svoje stvaritve so predstavile Lidija Bernik, Tanja Lakovnik, Lela B. Njatin in Mojca Pungerčar. Skupno je bilo predstavljenih 15 kreacij, izmed katerih je eno zasnovala Vesna Veberič, sešila pa Tanja Lakovnik.
Skupina se je izkazala kot ustvarjalna skupnost, ki združuje različne avtopoetike, ki se odzivajo na družbeno konstruirano resničnost, in ki vzpostavlja odprt dialoški prostor z izhodiščem v subverzivnih potencialih kulture. Od konca 1984 pod imenom Linije sile redno delujejo samo Tanja Lakovnik, Lidija Bernik in Mojca Pungerčar, od druge polovice 1985 pa le še Bernikova in Pungerčarjeva, vendar se do 1987 Lakovnikova in Šmidova še priložnostno pojavljata v zvezi s projekti skupine. Delovanje skupine Linije sile preneha 1990.
Aina Šmid je v fanzinu Linije sile, ki ga je ob istoimenskem performansu v tehniki fotokopiranja in v nakladi 100 izvodov izdala Galerija ŠKUC decembra 1983, zapisala fragmentarno manifestno besedilo o Linijah sile, v katerem med drugim piše: »LINIJE SILE izvajajo jezik imagea v situacijo prostora, showa in slike. Dejstvo mode/antimode se transformira v komunikacijo predstave. Masovni izraz se pretira v pravila obnašanja in oblike. Sporočila sile imajo možnost linije odpora.« Od leta 1986 so se Linije sile posvečale tudi delu za gledališke skupine in modnemu oblikovanju v kreativnih industrijah.
S skupino so kot živi objekti, performerji, manekeni ali fotomodeli sodelovali: Vinci Vogue Anžlovar, Mira Berginc, Lidija Bučar, Vesna Černelič, Mojca Dimec, Irena Feuš, Marina Gržinić, Vera Kovačevič, Nataša Matjašec, Dragica Milojević, Vesna Milojević, Maja Nemec, Sinja Ožbolt, Lena Pislak, Sabina Povšič, Breda Pungerčar, Jana Rapuš, Gorazd Suhadolnik, Nika Špan, Maja Trošt, Irena Zagajšek in drugi. Lastne kreacije so v nekaterih izmed svojih projektov nosile tudi članice skupine Linije sile.

## Skupni projekti
Skupina Linije sile je projekte izvajala v ožji (Slovenija) in širši (takrat SFR Jugoslavija) domovini ter v drugih državah.
Prvi projekt Linije sile v Galeriji ŠKUC 1983 je bil podprt z več fotoseansami (fotografa Jože Suhadolnik in Jane Štravs). Za projekt so bila poleg fanzina oblikovana in distriburirana vabila v obliki razglednic. 1983 sta sledila še dva performansa, prenosa projekta iz Galerije ŠKUC z dopolnitvami: v Klubu Krka, Novo mesto, (30. decembra) ter v okviru oddaje TV Slovenija Letniki 1960-70 (režiser Slavko Hren) (19. decembra).
V času od februarja do junija 1984 se je skupina (B. Njatin, Bernik, Lakovnik, Pungerčar) predstavila s serijo postavitev v oknu/izložbi Galerije ŠKUC v Ljubljani Erotični prostor. Maja istega leta je skupina (Bernik, Lakovnik, Pungerčar, Šmid) ustvarila projekt Hollywood, ki je vključeval performans in razstavo v Galeriji Kapelica, Ljubljana. Tega leta so B. Njatinova, Bernikova, Lakovnikova, Pungerčarjeva in Šmidova prilagojeni projekt Linije sile iz 1983 predstavile v Mladinskem klubu Ivo Lola Ribar, Reka, Hrvaška (23. aprila). Še v 1984 je v Zagrebu izšla revija Polet s fotografijo s fotoseanse Linije sile (kreacija Tanje Lakovnik, fotograf Jane Štravs) na naslovnici. Pod imenom Linije sile Bernikova v tem letu izdela kostume za posamezne člane glasbenih skupin Borghesia (za Zemiro Alajbegović in Marino Gržinić) in Videosex (za Anjo Rupel).
Junija 1985 je skupina (Bernik, Lakovnik, Pungerčar) realizirala razstavo Konstruktivisti v Galeriji ŠKUC, Ljubljana. V zvezi z njo je izvedla več fotoseans s fotografoma Dušanom Gerlico in Jožetom Suhadolnikom. Še istega leta je razstava gostovala v Torinu, Italija, na preddogodku prvega Bienala mladinske kulture sredozemskih dežel. Na prvem Bienalu mladinske kulture sredozemskih dežel, ki je bil od 15. do 24. novembra tega leta v Barceloni, je duo Linije sile (Bernik, Pungerčar) sodeloval s performansom Gotika, ki ga je v naslednjih dveh letih razširil, z izhodišči na temo gotske arhitekture in slovenske ljudske umetnosti. Tega leta ustvarita Bernikova in Pungerčarjeva prvo gledališko kostumografijo, za predstavo Inspector Schwake Gledališča Ane Monró, premierna uprizoritev v Galeriji Kapelica, Ljubljana, 6. februarja. Gledališče Ane Monró je uveljavljalo nekonvencionalni pristop h gledališču, zato sproti niso nastajali dokumenti, ki bi navajali avtorstvo posameznih elementov predstav, v retrospektivnih pregledih pa je podpisovalo Bernikovo in Pungerčarjevo z osebnima imenoma, in ne z nazivom Linije sile. 
1986 Linije sile (Bernik, Pungerčar) ustvarijo kostumografijo za Krst pod Triglavom Gledališča Sester Scipion Nasice, premierna uprizoritev v Cankarjevem domu, Ljubljana, 6. februarja in sodelujeta še na modni reviji Fashion Show v Galeriji SKC, Beograd, in na razstavi Umjetnost-kritika usred osamdesetih v galeriji Centrum Artisticum, Sarajevo.
1987 Linije sile (Bernik, Pungerčar) uprizorijo performansa Gotika v Galeriji Equrna, Ljubljana, in Modna revija v Črni jami pri Pivki (krajevno in časovno povezano s performansom Eme Kugler). Slednji je del spremljevalnega programa 12. bienala industrijskega oblikovanja BIO 12 (organizator MAO, Ljubljana). Podpreta ga dve fotoseansi, obe s fotografom Dušanom Gerlico. Istega leta od 21. do 30. novembra je skupina z Gotiko gostovala na drugem Bienalu mladinske kulture sredozemskih dežel v Solunu, Grčija. V Solunu so organizatorji samovoljno pripisali projekt samo Mojci Pungerčar. Tega leta je za Gledališče Ane Monró nastala kostumografija Linij sile za predstavo George Dandin v KUD France Prešeren Trnovo, Ljubljana, premierna uprizoritev 1. decembra, in kostumografija Linij sile predstavo Strelišče Cirkusa Kansky, premierna uprizoritev 1. avgusta pred Cankarjevim domom, Ljubljana. Še v 1987 je duo začel sodelovati s slovensko revijo A.V. oz. Ars Vivendi. Na povabilo s strani uredništva je za prvo številko ustvaril naslovnico (Bernik) ter kolekciji oblačil Secesija in Črnobela geometrija (Bernik, Pungerčar); za drugo številko pa kolekcijo oblačil in šeststransko likovno opremo Štirje letni časi (Bernik, Pungerčar).
Zadnji performativni dogodek Linij sile (Bernik, Pungerčar) je bila prodajna modna revija Za vse jutrišnje zabave v Centralnem zavodu za napredek gospodinjstva v Ljubljani decembra 1988. Promocijsko besedilo zanjo je prispeval Andrej Rozman Roza. Za peto številko revije Ars Vivendi je duo (Bernik, Pungerčar) ustvaril likovno opremo za članek Andreja Rozmana Roze Vizitacija, naš obisk Ljubljane leta 1908. Linije sile so tega leta ustvarile še gledališko kostumografijo Krst pri Savici, Gledališče Ana Monró, premierna uprizoritev 1. februarja 1988 v KUD France Prešeren Trnovo, Ljubljana.
V 1989 je duo (Bernik, Pungerčar) ustvaril kostumografijo za predstavo Zlato jabolko Gledališča Ane Monró, premierna uprizoritev 1. decembra v Cankarjevem domu, Ljubljana.
V 1990 je duo Linije sile (Bernik, Pungerčar) oblikoval serijo rokovnikov za osmo številko revije Ars Vivendi. Za revijo Start pa je ustvaril (Bernik, Pungerčar) modne predloge za revizijo uniform Jugoslovanske ljudske armade (takratne državne vojske), objavljene v članku Sanje Muzaferija Oficir i maneken.

## Povezani projekti
Konceptu, kakor ga je utemeljil kolektivni dialog v skupini Linije sile, je mogoče slediti tudi v naslednjih samostojnih projektih posameznih članic.
Aina Šmid je 1984 sodelovala na interdisciplinarnem (oblikovanje, antropologija, sociologija, filozofija) simpoziju Modni kazetofon – izgled ili stil v Modnem centru Ladislava Galete v Zagrebu z referatom Ka fenomenu mode u funkciji masovne kulture, tj. razpravo o normativnosti oblačenja, vlogi imidža v subkulturah in pomenu medijev za modo. To je bil povzetek njenega članka iz prve številke (november 1983) fanzina Viks: Nasilje in reprezentacija, ki ga je izdajal ŠKUC-Forum v Ljubljani. Naslednje leto je bil referat objavljen v posebni številki hrvaške revije Republika (uredila Ana Lendvaj).
Tanja Lakovnik je oblikovala oglas/razglas Nov način življenja za izdelovanje hlač po kroju Vladimirja Tatlina v tretji številki (februar 1985) fanzina Viks: O postmodernizmu in retronačelu. Kot kostumografka je sodelovala z Gledališčem sester Scipion Nasice pri predstavah Retrogardistični dogodek Hinkeman (stanovanje na Titovi cesti 56, Ljubljana, 1984, istega leta prenos v Cankarjev dom, Ljubljana, gostovanje v zasebnem stanovanju v Zagrebu in prenos na Beograjski mednarodni gledališki festival BITEF) in Retrogardistični dogodek Marija Nablocka (stanovanje na Mestnem trgu 17, Ljubljana, 1985, istega leta prenos v Dom kulture Novi Zagreb in na Beograjski mednarodni gledališki festival BITEF) ter z Edo Čufer in Draganom Živadinovim za predstavo v produkciji AGRFT, Ljubljana, Ljubezen in država (hala opuščenega kompleksa Javna skladišča, Ljubljana, 1985). Medtem ko je v kostumografiji za gledališče zvesto sledila svoji usmeritvi iz časa Linij sile, to je izročilu umetnostnih avantgard, je ta koncept evoluirala v svojih samostojnih umetniških predstavitvah na razstavah avtorskih lutk in oblačil Angeli (Galerija Loterije Slovenije, 2001, in Hiša kulture v Pivki, 2002) ter kostumske označitve otvoritve Šahovske olimpijade na Bledu 2002.
Lela B. Njatin je kot nadaljevanje refleksije subverzivnosti kulture, kakršno je začela v obdobju Linije sile, 1984 zasnovala kostumografijo za performans kolektiva Borghesia Lustmörder (premiera v Cankarjevem domu, Ljubljana, prenos v Studentski centar, Zagreb). Prispevala je k prepoznavnemu videzu vokalista Borghesie Daria Seravala v obdobju 1984-1991. 1984 je sodelovala na simpoziju Modni kazetofon – izgled ili stil v Modnem centru Ladislava Galete v Zagrebu z esejem o avtonomni identiteti Anatomija izgleda, ki se veže na delovanje Linij sile, in je maja 1985 izšel v hrvaški reviji Republika. Kolaži z risbami živih objektov, ki jih je snovala v obdobju Linij sile, so bili 1987 objavljeni v reviji Új Symposion, Novi Sad. 1990 je izpostavila lastno perspektivo umetnosti, ki se performativno izraža z oblačili, in ustvarila likovno podobo akterjev v suprematistični himni Brigade lepote, režija Vlado Repnik, produkcija Gledališče Helios, premierna uprizoritev 24. februarja 1990 v Cankarjevem domu, Ljubljana.
Lidija Bernik je svojo kreativno usmeritev iz skupine Linije sile po njegovem prenehanju razvijala v naslednjih projektih. 1990 je kreirala obleko za razstavo Franca Purga Lesresrakete, ki je bila postavljena v Mali galeriji Moderne galerije, Ljubljana, in v Likovnem salonu Celje. 1991 je ustvarila kostumografijo za celovečerni igrani videofilm Nestrpnost po motivih iz istoimenskega romana Lele B. Njatin, režija Neven Korda, produkcija TV Slovenija in Brut film, Ljubljana. 1992 je za revijo Ars Vivendi skupaj s tekstopisko Nevenko Šivavec in fotografom Lucianom Kleva kreirala vizualni esej Vonj po kadilu ter v Muzeju novejše zgodovine Slovenije v Ljubljani 21. maja postavila na tematizaciji oblačila temelječo razstavo, performans in projekcijo video filma OKNO. V realizaciji videofilma OKNO sta sodelovala še Tanja Zgonc in Neven Korda. 27. septembra 1993 je na vrtu in v Vili Katarina v Ljubljani realizirala instalacijo in razstavo na stičišču svetlobnega oblikovanja in oblikovanja oblačil Val je oblika. Tega leta je sodelovala še na dveh skupinskih razstavah: 11. novembra je bila otvoritev skupinske razstave Modo Modo v Likovnem salonu Celje, 21. decembra pa skupinske razstave Turn around woman v Galeriji Equrna, Ljubljana. Danes v okviru celostne produkcije Magical Theatre Serpentes v duhu svojega obdobja pri Linijah sile ustvarja multimedijske spektakle na presečišču performativnih umetnosti in oblikovanja oblačil.
Mojca Pungerčar se je po prenehanju delovanja znotraj skupine Linije sile kot Marija Mojca Pungerčar pogosto posvečala ustvarjanju v mediju tekstila v povezavi z družbeno kritičnim odnosom do oblačenja. 1994 je ustvarila razstavni projekt Cherchez la femme v Francoskem kulturnem centru v Ljubljani, v katerem je med drugim razstavila povečane ženske kostime, sešite iz plastike. 1997 je v okviru drugega Trienala U3 Moderne galerije v Ljubljani ustvarila projekt Manekeni,v katerem je oblekla 16 javnih spomenikov v nova oblačila. 2002 je skupaj z Veroniko Klančnik v Kiberpipi v Ljubljani ustvarila projekt Dresscode, leto kasneje pa se je na festivalu Mesto žensk v Slovenskem etnografskem muzeju predstavila s projektom Singer, v katerem je tematizirala zaprte tekstilne tovarne v Sloveniji. Med 2006 in 2016 je razvijala umetniški projekt Socialdress, ki se je predstavil v številnih prizoriščih, med drugim tudi na 27. mednarodnem grafičnem bienalu v Ljubljani. Svoje delovanje v skupini Linije sile je reflektirala trikrat: 2008 z razstavo in okroglo mizo Umetnik/-ica v medijih (v sodelovanju z Božidarjem Zrinskim in Iztokom Hotkom) v Projektni sobi SCCA, Ljubljana; 2010 v nastopu na simpoziju Performativne kretnje - politična dejanja: Simpozij o performerkah v Vzhodni Evropi v Atriju ZRC SAZU, Ljubljana, in v organizaciji Festivala Mesto žensk, Ljubljana; 2017 z izjavami umetnice v oddaji Platforma z naslovom Osemdeseta – od disko kluba do televizije.

## Vpliv in odmevnost
Dejavnost skupine Linije sile je 2014 kot obliko performativne umetnosti strokovno obravnavala Barbara Orel v znanstveni monografiji Performative gestures political moves Ljubljana (založila City of Women - Association for the promotion of women in culture in Red Athena University Press, Zagreb, Hrvaška). Ugotovila je, da so bila dela skupine Linije sile konglomerat heterogenih kreacij, odvisnih od različnih izhodišč pripadnic. Skupni imenovalec teh kreacij je bil, da so s kritičnim pristopom k izražanju identitete odgovarjale na družbeno okolje totalitarnega režima.
Delo skupine je uvrščeno v preglednji publikaciji Ljubljana – osemdeseta leta v umetnosti in kulturi (uredila Aleš Erjavec in Marina Gržinič, izdala Mladinska knjiga, Ljubljana, 1991) in Galerija ŠKUC 1978-1987 (kot separat izdala Revija za likovno umetnost Sinteza, Ljubljana, 1988).
1983 sta Marijan Osole – Max in Irma Mežnarič v produkciji založbe ŠKUC-Forum, Ljubljana, inicialno predstavitev Linije sile prelila v eksperimentalni video z naslovom Linije sile, ki je uvrščen v digitalni video arhiv Diva pri Zavodu za sodobno umetnost SCCA Ljubljana (objavljeno na spletu od 2005 dalje, kuratorji Projektna skupina Diva). Javno predvajan je bil tudi 1997 v Slovenski kinoteki v Ljubljani, na festivalu Iskanje izgubljenega časa, pregledu petnajstletne produkcije zavoda Forum, Ljubljana (izbor programa Nerina Kocjančič in Eva Rohrman). 2003 je Moderna galerija Ljubljana predstavila v okviru razstave Do roba in naprej. Slovenska umetnost 1975–1985 (kuratorja Igor Zabel in Igor Španjol) prikazala odlomek videa v sklopu videoarhiva Galerije ŠKUC, 2012 pa galerija MG+MSUM v okviru razstave Sedanjost in prisotnost – ponovitev 2 v Muzeju sodobne umetnosti, Ljubljana (kuratorja Bojana Piškur in Blaž Lukan).
O Linijah sile je od 1984 do 1990 večkrat poročala revija Start (izdajatelj Vijesnik, Zagreb). V istem obdobju je skupina uživala pozornost še drugih hrvaških medijev, med njimi sta članek o Linijah sile objavila revija Reporter in časopis Vjesnik. Obsežno je skupino Linije sile predstavila TV Slovenija (novinarka Saša Šavel Burkart) v oddaji Platforma z naslovom Osemdeseta – od disko kluba do televizije 10. aprila 2017.